# Around the Well
Around the Well è un doppio album raccolta di Iron & Wine, pubblicato nel maggio del 2009.
Contiene rarità, b-sides e tracce precedentemente scartate dal cantautore.

## Tracce
1. Dearest Forsaken – 3:49
2. Morning – 2:41
3. Loud as Hope – 2:56
4. Peng! 33 – 3:28
5. Sacred Vision – 3:19
6. Friends They Are Jewels – 4:14
7. Hickory – 4:35
8. Waitin' for a Superman – 4:34
9. Swans and the Swimming – 3:24
10. Call Your Boys – 3:47
11. Such Great Heights – 4:11
12. Communion Cups and Someone's Coat – 2:02
13. Belated Promise Ring – 3:45
14. God Made the Automobile – 3:54
15. Homeward, These Shoes – 1:34
16. Sinning Hands – 5:30
17. No Moon – 4:15
18. Serpent Charmer – 2:39
19. Carried Home – 6:31
20. Kingdom of the Animals – 5:05
21. Arms of a Thief – 3:41
22. The Trapeze Swinger – 9:31